# Merodon flaviventris
Merodon flaviventris är en tvåvingeart som först beskrevs av Sack 1932.  Merodon flaviventris ingår i släktet narcissblomflugor, och familjen blomflugor. Inga underarter finns listade i Catalogue of Life.